# Exponente de Hurst
El exponente de Hurst se utiliza como medida de dependencia de largo alcance dentro de una serie temporal. Se relaciona con la autocorrelación de las series temporales, y la velocidad a la que estas disminuyen a medida que aumenta el desfase entre pares de valores.
El concepto se usó inicialmente en hidrología para la práctica de determinar el tamaño óptimo de la presa para las condiciones volátiles de lluvia y sequía del río Nilo que se habían observado durante un largo período de tiempo. El nombre "exponente de Hurst", o "coeficiente de Hurst", deriva de Harold Edwin Hurst (1880–1978), que fue el investigador principal en esos estudios. El uso de la notación estándar H para el coeficiente también se refiere a su nombre.
En geometría fractal, el exponente de Hurst generalizado desginado también como  H o Hq en honor a Harold Edwin Hurst y Ludwig Otto Hölder (1859–1937) por Benoît Mandelbrot (1924–2010). H está directamente relacionado con dimensión fractal, D, y es una medida de una aleatoriedad "leve" o "salvaje" de una serie de datos.
El exponente de Hurst se conoce como el "índice de dependencia" o "índice de dependencia de largo alcance". Cuantifica la tendencia relativa de una serie temporal a retroceder fuertemente a la media o a agruparse en una dirección. Un valor H en el rango 0.5–1 indica una serie temporal con autocorrelación positiva a largo plazo,  lo que significa que un valor alto en la serie probablemente será seguido por otro valor alto y que los valores en el futuro también tenderán a ser altos. Un valor en el rango 0 – 0.5 indica una serie temporal con conmutación a largo plazo entre valores altos y bajos en pares adyacentes, lo que significa que un solo valor alto probablemente será seguido por un valor bajo y que el valor después de eso tenderá a ser alto, con esta tendencia a cambiar entre valores altos y bajos que durarán mucho tiempo en el futuro. Un valor de H=0.5 puede indicar una serie completamente no correlacionada, pero de hecho, es el valor aplicable a series para las que las autocorrelaciones en pequeños retrasos pueden ser positivas o negativas pero donde los valores absolutos de las autocorrelaciones decaen exponencialmente rápidamente a cero.

## Definición
El exponente de Hurst, H, se define en términos del comportamiento asintótico del rango reescalado en función del lapso de tiempo de una serie temporal de la siguiente manera;

{\displaystyle \mathbb {E} \left[{\frac {R(n)}{S(n)}}\right]=Cn^{H}{\text{ as }}n\to \infty \,,}

donde:
{\displaystyle R(n)} es el rango del primer {\displaystyle n} desviaciones acumulativas de la media
{\displaystyle S(n)} es la serie (suma) de las primeras n desviaciones estándar
{\displaystyle \mathbb {E} \left[x\right]\,} es el valor esperado
{\displaystyle n} es el lapso de tiempo de la observación (número de puntos de datos en una serie temporal)
{\displaystyle C} es una constante.

## Relación con la dimensión fractal
Para series temporales autosimilares, H está directamente relacionado con dimensión fractal, D, donde 1 < D < 2, tal que D = 2 - H.  Los valores del exponente de Hurst varían entre 0 y 1, con valores más altos que indican una tendencia más suave, menos volatilidad y menos rugosidad
Para series temporales más generales o procesos multidimensionales, el exponente de Hurst y la dimensión fractal se puede elegir de forma independiente, ya que el exponente de Hurst representa la estructura sobre períododos asintóticamente más largos, mientras que la dimensión fractal represent la estructura sobre periodos asintóticamente más cortos.

## Estimación del exponente
En la literatura se han propuesto varios estimadores de la dependencia a largo plazo. El más antiguo y más conocido es el llamado análisis rango reescalado (R/S) popularizado por Mandelbrot y Wallis  y basado en hallazgos hidrológicos previos de Hurst. Las alternativas incluyen  DFA, Regresión de periodogramas, aggregate variances, local Whittle's estimator, análisis de ondículas, tanto en el dominio del tiempo como en el dominio de la frecuencia.

### Análisis de rango reescalado (R/S)
Para estimar el exponente de Hurst, primero se debe estimar la dependencia del rango reescalado en el lapso de tiempo n de observación. Una serie temporal de longitud completa N se divide en un número de series temporales más cortas de longitud n = N, N/2, N/4, ... El rango promedio reescalado se calcula para cada valor de n.
Para una serie temporal (parcial) de longitud {\displaystyle n}, {\displaystyle X=X_{1},X_{2},\dots ,X_{n}\,}, el rango reescalado se calcula de la siguiente manera:
1. Calcular la media;
{\displaystyle m={\frac {1}{n}}\sum _{i=1}^{n}X_{i}\,.}
2. Crear una serie ajustada a la media;
{\displaystyle Y_{t}=X_{t}-m\quad {\text{ for }}t=1,2,\dots ,n\,.}
3. Calcular la serie de desviación acumulativa {\displaystyle Z};
{\displaystyle Z_{t}=\sum _{i=1}^{t}Y_{i}\quad {\text{ for }}t=1,2,\dots ,n\,.}
4. Calcule el rango {\displaystyle R};
{\displaystyle R(n)=\operatorname {max} \left(Z_{1},Z_{2},\dots ,Z_{n}\right)-\operatorname {min} \left(Z_{1},Z_{2},\dots ,Z_{n}\right).}
5. Calcular la desviación estándar {\displaystyle S};
{\displaystyle S(n)={\sqrt {{\frac {1}{n}}\sum _{i=1}^{n}\left(X_{i}-m\right)^{2}}}.}
6. Calcule el rango reescalado {\displaystyle R(n)/S(n)} y promedie sobre todas las series de tiempo parciales de longitud {\displaystyle n.}
El exponente de Hurst se estima ajustando una ley potencial {\displaystyle \mathbb {E} [R(n)/S(n)]=Cn^{H}} a los datos. Esto se puede hacer trazando {\displaystyle \log[R(n)/S(n)]} en función de {\displaystyle \log n}, y ajustando una línea recta; la pendiente de la línea da {\displaystyle H} (un enfoque más basado en principios se ajusta a la ley de potencia de una manera de máxima probabilidad). Tal gráfico se llama diagrama de caja. Sin embargo, se sabe que este enfoque produce estimaciones sesgadas del exponente de la ley de potencia. Para {\displaystyle n} pequeños hay una desviación significativa de la pendiente de 0.5. Anis y Lloyd estimó que los valores teóricos (es decir, para el ruido blanco) de la estadística R/S eran:
{\displaystyle \mathbb {E} [R(n)/S(n)]={\begin{cases}{\frac {\Gamma ({\frac {n-1}{2}})}{{\sqrt {\pi }}\Gamma ({\frac {n}{2}})}}\sum \limits _{i=1}^{n-1}{\sqrt {\frac {n-i}{i}}},&{\text{for }}n\leq 340\\{\frac {1}{\sqrt {n{\frac {\pi }{2}}}}}\sum \limits _{i=1}^{n-1}{\sqrt {\frac {n-i}{i}}},&{\text{for }}n>340\end{cases}}}
donde {\displaystyle \Gamma } es la  Función gamma de Euler. El exponente de R/S Hurst corregido por Anis-Lloyd se calcula como 0,5 más la pendiente de {\displaystyle R(n)/S(n)-\mathbb {E} [R(n)/S(n)]}.

### Intervalos de confianza
Hasta el momento no se ha derivado ninguna teoría de distribución asintótica para la mayoría de los estimadores de exponentes de Hurst. Sin embargo, Weron usó bootstrapping para obtener formas funcionales aproximadas para los intervalos de confianza de los dos métodos más usados, para el método de Anis-Lloyd y el análisis R/S corregido:
| Nivel | cota inferior                      | cota superior                      |
| ----- | ---------------------------------- | ---------------------------------- |
| 90%   | 0.5 − exp(−7.35 log(log M) + 4.06) | exp(−7.07 log(log M) + 3.75) + 0.5 |
| 95%   | 0.5 − exp(−7.33 log(log M) + 4.21) | exp(−7.20 log(log M) + 4.04) + 0.5 |
| 99%   | 0.5 − exp(−7.19 log(log M) + 4.34) | exp(−7.51 log(log M) + 4.58) + 0.5 |

y para el análisis de fluctuaciones desestacionalizadas:
| Nivel | cota inferior                 | cota superior                 |
| ----- | ----------------------------- | ----------------------------- |
| 90%   | 0.5 − exp(−2.99 log M + 4.45) | exp(−3.09 log M + 4.57) + 0.5 |
| 95%   | 0.5 − exp(−2.93 log M + 4.45) | exp(−3.10 log M + 4.77) + 0.5 |
| 99%   | 0.5 − exp(−2.67 log M + 4.06) | exp(−3.19 log M + 5.28) + 0.5 |

Aquí {\displaystyle M=log_{2}N} y {\displaystyle N} es la longitud de la serie. En ambos casos sólo se consideraron subseries de longitud {\displaystyle n>50} para estimar el exponente de Hurst; las subserie de menor longitud conducen a una alta varianza de las estimaciones de R/S.

## Exponente generalizado
El exponente básico de Hurst puede relacionarse con el tamaño esperado de los cambios, en función del retraso entre observaciones, medido por E(| Xt+τ-Xt|2). Para la forma generalizada del coeficiente, el exponente aquí se reemplaza por un término más general, denotado por q.
Existen una variedad de técnicas para estimar H, sin embargo, evaluar la precisión de la estimación puede ser un tema complicado. Matemáticamente, en una técnica, el exponente de Hurst se puede estimar de tal manera que:
Hq = H(q),
para una serie temporal
g(t) (t = 1, 2,...)
puede definirse por las propiedades de escala de sus funciones estructura Sq ({\displaystyle \tau }):
{\displaystyle S_{q}=\langle |g(t+\tau )-g(t)|^{q}\rangle _{t}\sim \tau ^{qH(q)},\,}
donde q > 0, {\displaystyle \tau } es el desfase de tiempo y el promedio es sobre la ventana de tiempo
{\displaystyle t\gg \tau ,\,}
por lo general, la escala de tiempo más grande del sistema.
Prácticamente, en la naturaleza, no hay límite de tiempo, y por lo tanto H no es determinista, ya que solo puede estimarse en función de los datos observados; por ejemplo, el movimiento diario al alza más dramático jamás visto en un índice bursátil siempre se puede superar durante algún día posterior.
En la técnica de estimación matemática anterior, la función H(q) contiene información sobre volatilidades generalizadas promediadas a escala {\displaystyle \tau } (solo q = 1, 2 se usan para definir la volatilidad). En particular, el exponente H1 indica comportamiento persistente (H1 > 1/2) o antipersistente (H1 < 1/2) de la tendencia.
Para el BRW (ruido marrón, 1/f²) se obtiene
Hq = 1/2,
y para ruido rosa (1/f)
Hq = 0.
El exponente de Hurst para ruido blanco es dependiente de la dimensión, y para 1D y 2D es
H1Dq = -1/2 , H2Dq = -1.
Para los populares proceso estable de Lévy es y proceso de Lévy truncado es con parámetro α se ha encontrado que
Hq = q/α para q < α y Hq = 1 para q ≥ α.
El análisis multifractal de flucutaciones desestacionalizadas es un método para estimar {\displaystyle H(q)} a partir de series temporales no estacionarias. Cuando {\displaystyle H(q)} es una función no lineal de q la serie temporal es un sistema multifractal.

### Nota
En la definición anterior, dos requisitos separados se mezclan como si fueran uno. Estos son los dos requisitos independientes:  i) estacionalidad de los incrementos, x(t+T)-x(t)=x(T)-x(0) en distribución. Esta es la condición que produce autocorrelaciones de larga data. (ii) Autosimilitud del proceso estocástico produce entonces escala de varianza, pero no es necesaria para la memoria a largo plazo. Por ejemplo, tanto proceso de Markov (es decir, procesos sin memoria) como movimiento browniano fraccional escalan a nivel de densidades de 1 punto (promedios simples), pero ninguna escala a nivel de correlaciones de pares o, correspondientemente, la densidad de probabilidad de 2 puntos. 
Un mercado eficiente requiere una condición martingale, y a menos que la varianza sea lineal en el tiempo esto produce incrementos no estacionarios, x(t+T)-x(t)≠x(T)-x(0). Las martingalas son markovianas a nivel de correlaciones de pares, lo que significa que las correlaciones de pares no se pueden usar para vencer a un mercado de martingalas. Los incrementos estacionarios con varianza no lineal, por otro lado, inducen la memoria de par de larga data de movimiento browniano fraccionario que haría que el mercado fuera batible al nivel de correlaciones de pares. Tal mercado estaría necesariamente lejos de ser "eficiente".
Un análisis de series temporales económicas por medio del exponente de Hurst utilizando rango reescalado y análisis de fluctuación desestacionalizada es realizado por el econofísico A.F. Bariviera. Este artículo estudia el carácter variable en el tiempo de Dependencia de largo alcance y, por lo tanto, de la eficiencia de la información.
El exponente de Hurst también se ha aplicado a la investigación de dependencia de largo alcance en ADN, y fotónico band gap materials.